# Groupe de NGC 4535
Le groupe de NGC 4535 comprend au moins 14 galaxies situées dans la constellation de la Vierge. La distance moyenne entre ce groupe et la Voie lactée est d'environ 15,9 Mpc (∼51,9 millions d'al).

## Distance des galaxies du groupe de NGC 4535
Les distances non basées sur le décalage de toutes les galaxies du groupe de NGC 4535 sont nettement inférieures aux distances de Hubble. La distance moyenne de Hubble pour ces galaxies est de 32,4 Mpc et celle des mesures indépendantes est de 17,8 Mpc. Puisque la distance de Hubble est trop élevée par rapport à la distance réelle de ces galaxies, on doit conclure qu'elles se dirigent vers le centre de l'amas de la Vierge en direction opposée de la Voie lactée attirées par la gravité de celui-ci.

## Membres
Le tableau ci-dessous liste les 14 galaxies du groupe indiquées dans l'article de A.M. Garcia paru en 1993.
D'autre part, seules les galaxies du catalogue NGC de ce groupe apparaissent dans une liste de 227 galaxies d'un article publié par Abraham Mahtessian en 1998. Cette liste comporte plus de 200 galaxies du New General Catalogue et une quinzaine de galaxies de l'Index Catalogue. On retrouve dans cette liste 11 galaxies du Catalogue de Messier, soit M49, M58, M60, M61, M84, M85, M87, M88, M91, M99 et M100.
Toutes les galaxies de la liste de Mahtessian ne constituent pas réellement un groupe de galaxies. Ce sont plutôt plusieurs groupes de galaxies qui font tous partie d'un amas galactique, l'amas de la Vierge. Pour éviter la confusion avec l'amas de la Vierge, on peut donner le nom de groupe de M60 à cet ensemble de galaxies, car c'est l'une des plus brillantes de la liste. L'amas de la Vierge est en effet beaucoup plus vaste et compterait environ 1 300 galaxies, et possiblement plus de 2 000, situées au cœur du superamas de la Vierge, dont fait partie le Groupe local,.
De nombreuses galaxies de la liste de Mahtessian se retrouvent dans dix groupes décrits dans l'article d'A.M. Garcia, soit le groupe de NGC 4123 (7 galaxies), le groupe de NGC 4235 (29 galaxies), le groupe de NGC 4261 (13 galaxies), le groupe de M61 (32 galaxies), le groupe de NGC 4442 (13 galaxies), le groupe de NGC 4461 (9 galaxies), le groupe de M49 (127 galaxies, M49 = NGC 4472), le groupe de M87 (96 galaxies, M87 = NGC 4486), le groupe de M88 (44 galaxies, M88 = NGC 4501) et le groupe de NGC 4535 (14 galaxies). Ces dix groupes font partie de l'amas de la Vierge et ils renferment 387 galaxies. Certaines galaxies de la liste de Mahtessian ne figurent cependant dans aucun des groupes de Garcia et vice versa.
| Nom          | Class.   | Type                     | α (J2000.0)   | δ (J2000.0) | Vitesse radiale (km/s) | m             | Distance (Mpc) | Diamètre (kal) | D (Mpc)      |
| ------------ | -------- | ------------------------ | ------------- | ----------- | ---------------------- | ------------- | -------------- | -------------- | ------------ |
| NGC 4482     | dE5,N    | Elliptique               | 12h 30m 26.8s | 04° 14′ 48″ | 1825 ± 1               | 12,7          | 31,8 ± 2,3     | 31             | 18,9 ± 3,2   |
| NGC 4492     | SA(s)a?  | Spirale                  | 12h 30m 59.7s | 08° 04′ 40″ | 1740 ± 4               | 12,6          | 30,6 ± 2,2     | 39             | 19,3 ± 3,536 |
| NGC 4532     | IBm      | Irrégulière magellanique | 12h 34m 19.3s | 06° 28′ 04″ | 2011 ± 1               | 11,9          | 34,6 ± 2,5     | 46             | 13,8 ± 3,5   |
| NGC 4535     | SAB(s)c  | Spirale intermédiaire    | 12h 34m 20.3s | 08° 11′ 52″ | 1964 ± 1               | 10,0          | 33,9 ± 2,4     | 115            | 15,8 ± 3,6   |
| NGC 4570     | S0(7)/E7 | Lenticulaire?            | 12h 36m 53.4s | 07° 14′ 48″ | 1787 ± 5               | 10,9          | 31,3 ± 2,2     | 68             | 17,6 ± 5,2   |
| NGC 4598     | SB0      | Lenticulaire             | 12h 40m 11.9s | 08° 23′ 01″ | 1960 ± 2               | 12,7          | 33,8 ± 2,4     | 44             | 27,2 ± ?A    |
| NGC 4612     | (R)SAB00 | Lenticulaire             | 12h 41m 32.7s | 07° 18′ 54″ | 1775 ± 5               | 11,5          | 31,1 ± 2,2     | 39             | 17,5 ± 3,5   |
| NGC 4623     | SB0+?    | Lenticulaire             | 12h 42m 10.7s | 07° 40′ 37″ | 1807 ± 5               | 12,3          | 31,5 ± 2,2     | 34             | 16,9 ± 4,0   |
| IC 3591      | IBm      | Irrégulière magellanique | 12h 37m 03.0s | 06° 55′ 36″ | 1632 ± 4               | 13,8          | 29,0 ± 2,1     | 13             | 13,8 ± 3,9   |
| IC 3617      | Im       | Irrégulière magellanique | 12h 39m 25.0s | 07° 57′ 57″ | 2075 ± 1               | 14,2          | 35,5 ± 2,5     | 21             | 15,5 ± 2,9   |
| UGC 7739     | Im       | Irrégulière magellanique | 12h 34m 45.3s | 06° 18′ 02″ | 2037 ± 4               | 14,1          | 35,0 ± 2,5     | 32             | 24,0 ± 12,4A |
| UGC 7802     | Sdm      | Spirale magellanique     | 12h 38m 20.8s | 07° 53′ 29″ | 1784 ± 1               | 14,4          | 31,2 ± 2,2     | 40             | 23,4 ± 2,5   |
| MCG 1-32-111 | S?       | Spirale                  | 12h 36m 35.0s | 08° 03′ 17″ | 1797 ± 4               | 13,32 ± 0,031 | 31,4 ± 2,2     | 9,1            | 7,5 ± ?A     |
| VCC 1804     | Im/BCD   | Irrégulière magellanique | 12h 39m 40.1s | 09° 23′ 56″ | 1884 ± 4               | 14,67 ± 0,032 | 32,7 ± 2,3     | 13             | x            |

- A Trois mesures ou moins.

Le site DeepskyLog permet de trouver aisément les constellations des galaxies mentionnées dans ce tableau ou si elles ne s'y trouvent pas, l'outil du site constellation permet de le faire à l'aide des coordonnées de la galaxie. Sauf indication contraire, les données proviennent du site NASA/IPAC.